# آنالانامپوتسی
آنالانامپوتسی (به لاتین: Analanampotsy) یک منطقهٔ مسکونی در ماداگاسکار است که در آنالانجیروفو واقع شده‌است. آنالانامپوتسی ۱۶٬۹۸۷ نفر جمعیت دارد و ۱۲ متر بالاتر از سطح دریا واقع شده‌است.